# Kula (Zenica, BiH)
Kula je naseljeno mjesto u gradu Zenici, Federacija Bosne i Hercegovine, BiH.

## Stanovništvo

### 1991.
Nacionalni sastav stanovništva 1991. godine, bio je sljedeći:
ukupno: 192
- Hrvati - 121
- Srbi - 39
- Jugoslaveni - 15
- ostali, neopredijeljeni i nepoznato - 17

### 2013.
Nacionalni sastav stanovništva 2013. godine, bio je sljedeći:
ukupno: 92
- Hrvati - 59
- Bošnjaci - 21
- Srbi - 4
- ostali, neopredijeljeni i nepoznato - 8